# Dreamin' Man Live '92
Dreamin' Man Live '92 är ett livealbum av Neil Young, utgivet 2009 som en del av Youngs Archives Performance Series. Det spelades in under en turné 1992 och innehåller akustiska soloversioner av de tio låtarna på albumet Harvest Moon.

## Låtlista
Samtliga låtar skrivna av Neil Young.
1. "Dreamin' Man" - 5:03
2. "Such a Woman" - 4:59
3. "One of These Days" - 4:59
4. "Harvest Moon" - 5:26
5. "You and Me" - 4:01
6. "Hank to Hendrix" - 5:31
7. "Unknown Legend" - 4:47
8. "Old King" - 3:10
9. "Natural Beauty" - 11:26
10. "War of Man" - 6:27